# Subimago (Carptree)
Subimago is een studioalbum van de Zweedse band Carptree. Het album volgde voor de band vrij kort op haar voorganger Emerger; er zat maar een jaar tussen. De band schijnt al tijdens de promotie van Emerger verder te zijn gegaan met opnamen in hun eigen geluidsstudio FOSFOR. Carptree dat in wezen uit een duo bestaat werd tijdens de opnamen weer ondersteund door het No Future Orchestra, waarbij drums werden opgenomen in de Studio Blod en bas en gitaren in de SF Machinery. 
De titel voert als voorgaande titels terug op een fase in het leven van haften; hier het stadium subimago, nadat ze uit het water zijn opgestegen ("to emerge"). Opvallend aan het duo is de diepe zangstem met vibratie van Flinck. De muziek werd opschreven als neo-progressieve rock met invloeden van Genesis en Marillion. Reingold Records is een platenlabel dat de naam draagt van basgitarist Jonas Reingold.

## Musici
- Nicklas Flinck – zang
- Carl Westholm – toetsinstrumenten waaronder theremin, basgitaar (tracks 3, 6), aanvullende basgitaar (7), twaalfsnarige gitaar (2), aanvullende elektrische gitaar (5, 6, 8) en tamboerijn (5)

Met
- Ulf Edelönn – elektrische en akoestische gitaar
- Stefan Fandén – basgitaar (1, 2, 5,7, 8,),  gitaren, synthesizers (1, 2)
- Cia Backman – zang
- Öivin Tronstad – zang
- Jasper Skarin – drumstel

## Muziek
| Nr. | Titel                                                        | Duur |
| --- | ------------------------------------------------------------ | ---- |
| 1.  | Welcome (Muziek: Westholm, Flinck; Tekst: Flinck)            | 4:00 |
| 2.  | By your own device (Muziek: Westholm, Flinck; Tekst: Flinck) | 5:32 |
| 3.  | World without mind (Muziek: Westholm, Flinck; Tekst: Flinck) | 7:24 |
| 4.  | Instead of life (Muziek: Westholm, Flinck; Tekst: Flinck)    | 4:34 |
| 5.  | Celestial sky (Muziek: Westholm, Flinck; Tekst: Flinck)      | 6:38 |
| 6.  | Someone elses play (Muziek: Westholm, Flinck; Tekst: Flinck) | 4:43 |
| 7.  | Eye of the storm (Muziek: Westholm, Flinck; Tekst: Flinck)   | 7:10 |
| 8.  | Sum of all senses (Muziek: Westholm, Flinck; Tekst: Flinck)  | 8:50 |